# Касбах-Оленберг
Касбах-Оленберг (њем. Kasbach-Ohlenberg) општина је у њемачкој савезној држави Рајна-Палатинат. Једно је од 62 општинска средишта округа Нојвид. Према процјени из 2010. у општини је живјело 1.414 становника. Посједује регионалну шифру (AGS) 7138501.

## Географски и демографски подаци
Касбах-Оленберг се налази у савезној држави Рајна-Палатинат у округу Нојвид. Општина се налази на надморској висини од 194 метра. Површина општине износи 4,8 km². У самом мјесту је, према процјени из 2010. године, живјело 1.414 становника. Просјечна густина становништва износи 296 становника/km².